# Urophyllum cyphandrum
Urophyllum cyphandrum är en måreväxtart som beskrevs av Otto Stapf. Urophyllum cyphandrum ingår i släktet Urophyllum och familjen måreväxter. Inga underarter finns listade i Catalogue of Life.